# Altana (bouw)

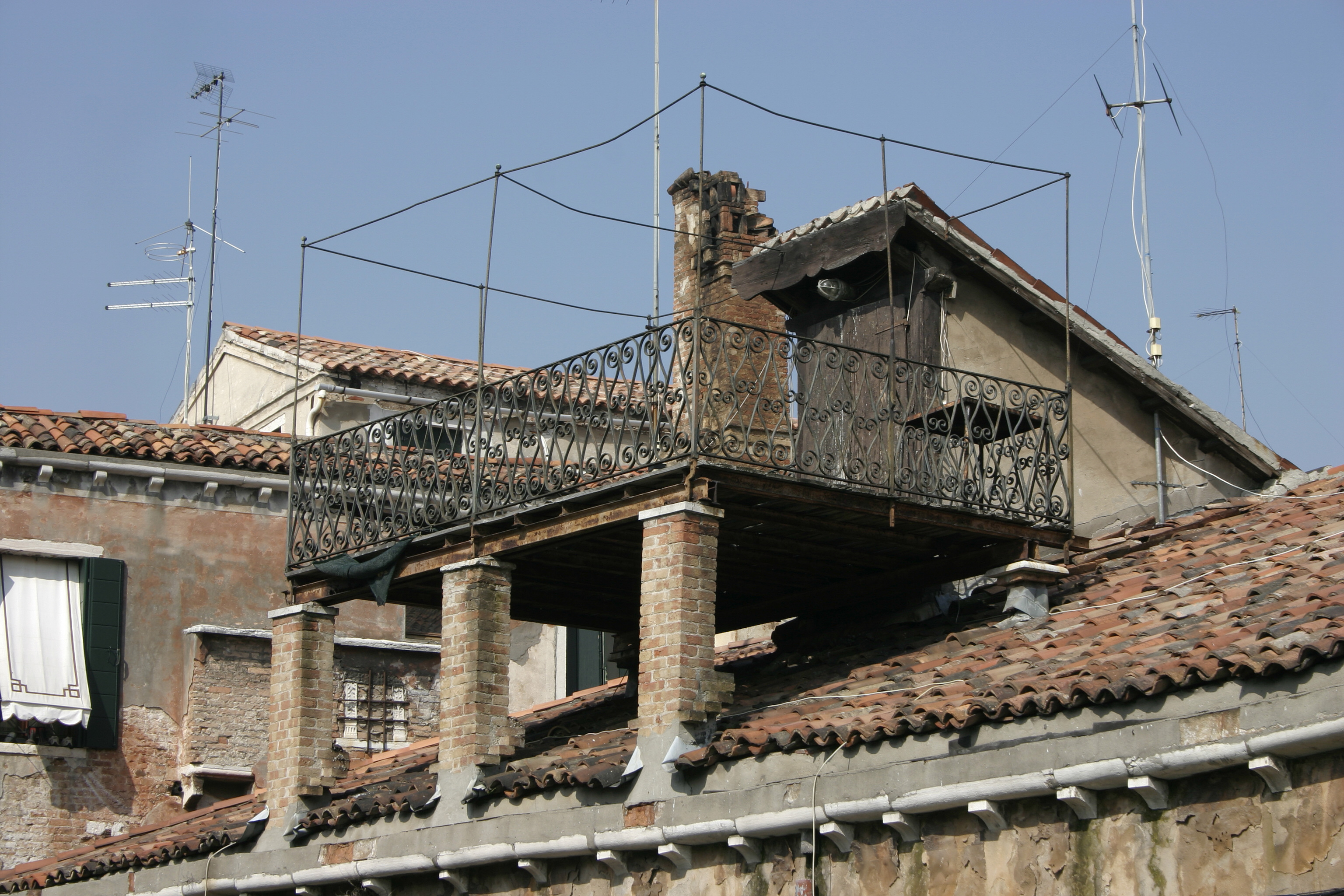
Een typische Venetiaanse altana

Altana is het Italiaanse woord voor een op zuilen rustend terrasplatform boven op een hellend dak, al dan niet met een eigen afdak. Het woord is afkomstig van het Latijnse bijvoeglijk naamwoord altus (hoog, verheven). In het Nederlands was bijwijlen de naam altaan in gebruik. In de Scandinavische landen en in Duitsland wordt het woord altan gebruikt voor een door zuilen of pilaren gedragen open platform. 
Een altana is geen dakterras (een terras op een platdak), maar een op zichzelf staande bouwkundige constructie. Altana's komen in groten getale vrijwel alleen maar in de lagunenstad Venetië voor. Hier overheersen schuine daken en door de enge bebouwing en de vele kanalen is hier maar weinig plaats voor een tuin. Op 27 september 1224 wordt de term altana hier voor het eerst in een schriftstuk vermeld. 
Ook is een verordening uit de veertiende eeuw bekend voor bouwvallige altana’s en liagò’s (erkers aan een buitenmuur) die een gevaar vormen. Op schilderijen van Venetiaanse kunstschilders zijn altana's in het stadsbeeld van Venetië te zien, zoals bijvoorbeeld op de schilderijen Het wonder van de relikwie van het Heilig Kruis op het Campo San Lio van Giovanni Mansueti uit circa 1494, Het wonder van de relikwie van het Kruis op de Rialtobrug van Vittore Carpaccio uit circa 1496 en Processie op het San Marcoplein van Gentile Bellini uit eveneens circa 1496.

## Afbeeldingen

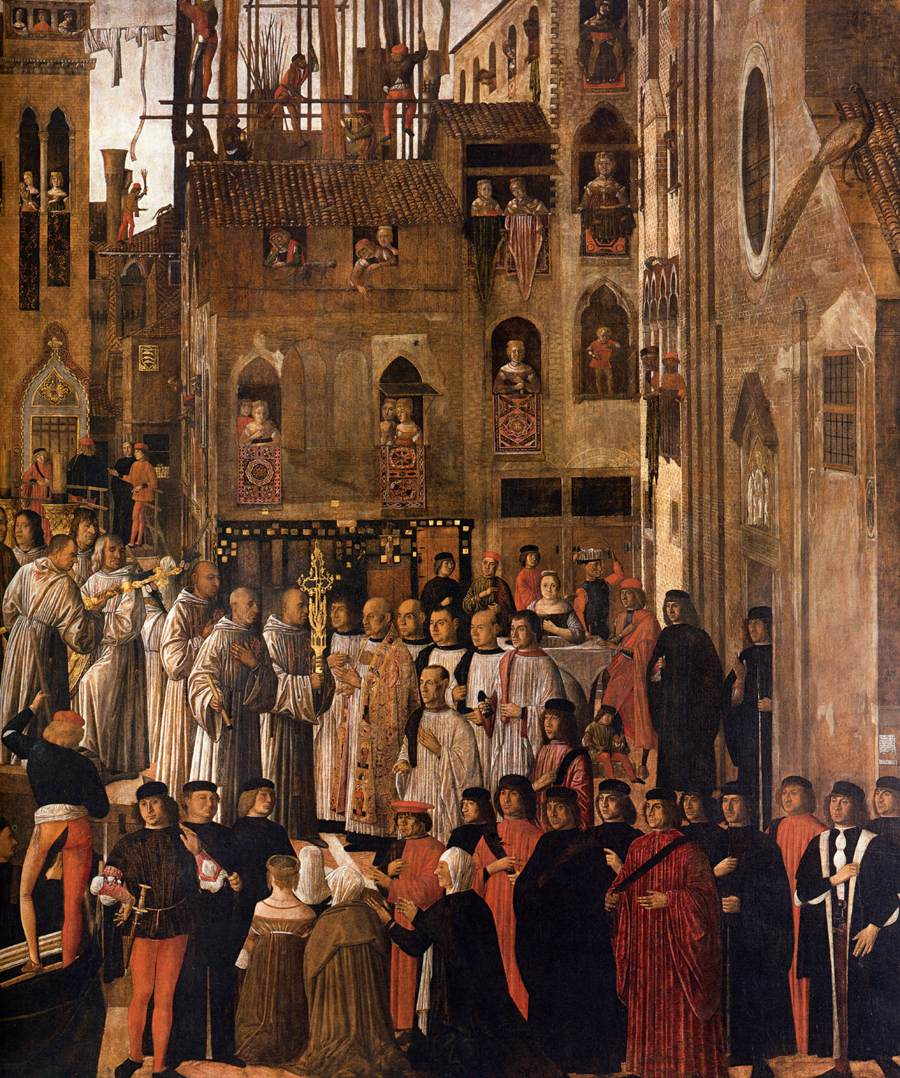
Een altana afgebeeld op een schilderij (detail) van Giovanni Mansueti uit ca. 1494
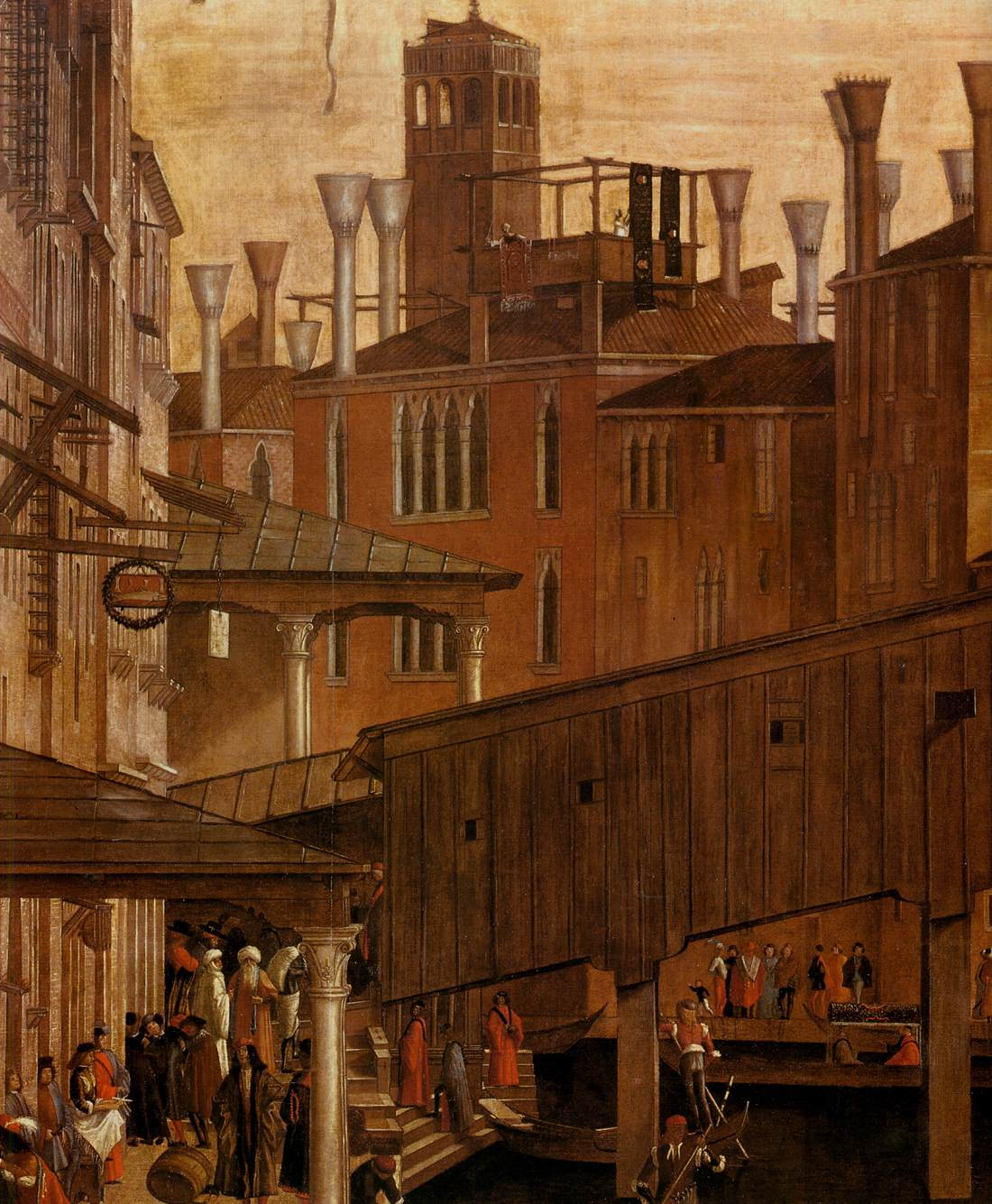
Een altana afgebeeld op een schilderij (detail) van Vittore Carpaccio uit ca. 1496
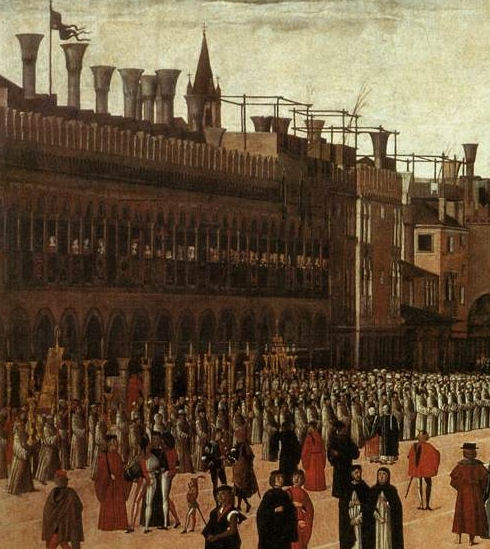
Altana's afgebeeld op een schilderij (detail) van Gentile Bellini uit ca. 1496